# Vielsalm
Vielsalm (niem. Altsalm, wa. Li Viye Såm, lb. Sëm Gaanglef) – miejscowość i gmina w Belgii, w Regionie Walońskim, w prowincji Luksemburg, w okręgu Bastogne. 1 stycznia 2024 roku liczyła 7940 mieszkańców.

## Podział administracyjny
W skład gminy wchodzą trzy dzielnice (section):
- Bihain
- Grand-Halleux
- Petit-Thier

## Współpraca
Miejscowość partnerska:
- Bruyères, Francja